# Roumanie aux Jeux olympiques d'été de 1952
La Roumanie participe à ses 5e Jeux olympiques d'été, à l’occasion des Jeux olympiques d'été de 1952 qui se déroulent à Helsinki. Représenté une nouvelle fois par une imposante délégation de 114 athlètes présents dans 15 sports, le pays ne rapporte  pourtant de Finlande que quatre médailles : deux en tir (dont une médaille d’or) et deux en boxe. Les Yougoslaves se classant ainsi en 23e place au rang des nations.

## Liste des médaillés roumains
| Médaille           | Athlète               | Sport | Épreuve                          |
| ------------------ | --------------------- | ----- | -------------------------------- |
| Médaille d'or      | Iosif Sîrbu           | Tir   | Carabine à 50 m position couchée |
| Médaille d'argent  | Vasile Tiță           | Boxe  | Poids moyens (-75 kg)            |
| Médaille de bronze | Gheorghe Fiat         | Boxe  | Poids légers (-60 kg)            |
| Médaille de bronze | Gheorghe Lichiardopol | Tir   | Pistolet feu rapide à 25 m       |

## Sources
- (fr) Roumanie sur le site du Comité international olympique
- (en) Bilan complet de la Roumanie aux Jeux olympiques d'été de 1952 sur Olympedia